# Frans Gal
Izabel Ženevjev Mari An Gal (fr. Isabelle Geneviève Marie Anne Gall; 9. oktobar 1947 — 7. januar 2018), poznatija kao Frans Gal (fr. France Gall), bila je francuska pevačica koja je bila veoma popularna '60-ih godina XX veka.
Nena najpopularnija pesma je međunarodni hit “Ella, elle l'a”, čiji tekst je posvećen Eli Ficdžerald i borbi protiv rasizma.
Pobedila je na Pesmi Evrovizije 1965. u Napulju  predstavljajući Luksemburg sa pesmom “Poupée de cire, poupée de son”, koju je napisao Serž Gensbur.

## Spoljašnje veze
- Frans Gal на веб-сајту  (језик: енглески)